# Elecciones municipales de Huaraz de 1986
Las elecciones municipales de Huaraz de 1986 se llevaron a cabo el 9 de noviembre de 1986 para elegir al alcalde y al Concejo Provincial de Huaraz para el periodo 1987-1989. La elección se celebró simultáneamente con elecciones municipales en todo el país.

## Sistema electoral
La Municipalidad Provincial de Huaraz es el órgano administrativo y de gobierno de la provincia de Huaraz. Está compuesta por el alcalde y el Concejo Provincial.
La votación del alcalde y el concejo se realiza en base al sufragio universal, que comprende a todos los ciudadanos nacionales mayores de dieciocho años, empadronados y residentes en la provincia de Huaraz y en pleno goce de sus derechos políticos, así como a los ciudadanos no nacionales residentes y empadronados en la provincia de Huaraz.
El Concejo Provincial de Huaraz está compuesto por 19 regidores elegidos por sufragio directo para un período de tres (3) años, en forma conjunta con la elección del alcalde (quien lo preside). La votación es por lista cerrada y bloqueada. Se asigna a la lista ganadora los escaños según el método d'Hondt o la mitad más uno, lo que más le favorezca.

## Composición del Concejo Provincial de Huaraz
La siguiente tabla muestra la composición del Concejo Provincial de Huaraz antes de las elecciones.
| Partidos | Partidos                  | Regidores |
| -------- | ------------------------- | --------- |
|          | Izquierda Unida           | 11        |
|          | Partido Aprista Peruano   | 4         |
|          | Partido Popular Cristiano | 2         |
|          | Acción Popular            | 2         |

## Partidos y candidatos
A continuación se muestra una lista de los principales partidos y alianzas electorales que participaron en las elecciones:
| Candidatura | Candidatura | Partidos y alianzas | Candidatos | Candidatos               | Ideología                                               | Resultado previo | Resultado previo | Ref. |
| Candidatura | Candidatura | Partidos y alianzas | Candidatos | Candidatos               | Ideología                                               | Votos (%)        | Reg.             | Ref. |
| ----------- | ----------- | --- | ---------- | ------------------------ | ------------------------------------------------------- | ---------------- | ---------------- | ---- |
|             | IU          | Lista - Izquierda Unida (IU) – Unión de Izquierda Revolucionaria (UNIR) – Partido Unificado Mariateguista (PUM) – Partido Socialista Revolucionario (PSR) – Partido Comunista Revolucionario (PCR) – Partido Comunista Peruano (PCP) – Frente Obrero Campesino Estudiantil y Popular (FOCEP) |            | Julio Gonzales Ríos      | Marxismo-leninismo Mariateguismo Socialismo democrático | 32.20%           | 11               |      |
|             | APRA        | Lista - Partido Aprista Peruano (APRA) |            | José Sotelo Ibaceta      | Aprismo                                                 | 32.14%           | 4                |      |
|             | PPC         | Lista - Partido Popular Cristiano (PPC) |            | Jeremías Cermeño Ramírez | Conservadurismo social Humanismo Democracia cristiana   | 16.35%           | 2                |      |
|             | IND         | Lista - Lista Independiente N° 3 |            | Javier King Kee Moreno   | Localismo huaracino                                     | Nuevo            | Nuevo            |      |

## Resultados

### Sumario general
|                        |                                 |              |              |              |           |           |
| Partidos y coaliciones | Partidos y coaliciones          | Voto popular | Voto popular | Voto popular | Regidores | Regidores |
| Partidos y coaliciones | Partidos y coaliciones          | Votos        | %            | ±pp          | Total     | +/−       |
|                        | Partido Aprista Peruano (APRA)  | 17,847       | 61.04        | +28.90       | 12        | +8        |
|                        | Izquierda Unida (IU)            | 8,711        | 29.79        | –2.41        | 6         | –5        |
|                        | Partido Popular Cristiano (PPC) | 1,807        | 6.18         | –10.17       | 1         | –1        |
|                        | Lista Independiente N° 3        | 873          | 2.99         | n/a          | 0         | ±0        |
|                        |                                 |              |              |              |           |           |
| Total                  | Total                           | 29,238       |              |              | 19        | ±0        |
|                        |                                 |              |              |              |           |           |
| Votos válidos          | Votos válidos                   | 29,238       | 100.00       | +29.11       |           |           |
| Votos en blanco        | Votos en blanco                 | 0            | 0.00         | –6.64        |           |           |
| Votos nulos            | Votos nulos                     | 0            | 0.00         | –22.47       |           |           |
| Votos emitidos         | Votos emitidos                  | 29,238       | 60.51        | –1.87        |           |           |
| Abstenciones           | Abstenciones                    | 19,079       | 39.49        | +1.87        |           |           |
| Votantes registrados   | Votantes registrados            | 48,317       |              |              |           |           |
|                        |                                 |              |              |              |           |           |
| Fuente:                |                                 |              |              |              |           |           |

## Elecciones municipales distritales

### Resultados por distrito
La siguiente tabla enumera el control de los distritos de la provincia de Huaraz. El cambio de mando de una organización política se resalta del color de ese partido.
| Distrito    | Alcalde(sa) titular     | Partido político | Partido político        | Alcalde(sa) electo(a)    | Partido político | Partido político          |
| ----------- | ----------------------- | ---------------- | ----------------------- | ------------------------ | ---------------- | ------------------------- |
| Cochabamba  | Eladio León Colonia     |                  | Partido Aprista Peruano | Homorbano León López     |                  | Partido Aprista Peruano   |
| Colcabamba  | Sergio Luna Colonia     |                  | Acción Popular          | Tito Reynalte Cermeño    |                  | Partido Popular Cristiano |
| Huanchay    | Sabino Molina Guillermo |                  | Acción Popular          | William Julca García     |                  | Partido Aprista Peruano   |
| Jangas      | Víctor Uribe Uribe      |                  | Partido Aprista Peruano | Víctor Uribe Uribe       |                  | Partido Aprista Peruano   |
| La Libertad | Bonifacio Loli Osorio   |                  | Izquierda Unida         | Avencio Castillo Poma    |                  | Partido Aprista Peruano   |
| Olleros     | Nicéforo de la Cruz R   |                  | Izquierda Unida         | Manuel Maguiña Trejo     |                  | Partido Aprista Peruano   |
| Pampas      | Moisés Tamara Castro    |                  | Partido Aprista Peruano | Domingo Colonia Villaque |                  | Partido Aprista Peruano   |
| Pariacoto   | César Terry Alegre      |                  | Acción Popular          | Víctor Salazar Romero    |                  | Partido Aprista Peruano   |
| Pira        | Juan López Vargas       |                  | Partido Aprista Peruano | Juan López Vargas        |                  | Partido Aprista Peruano   |
| Tarica      | Osterling Obregón Ríos  |                  | Acción Popular          | Genaro Beas Collas       |                  | Partido Aprista Peruano   |